# Mark Terkessidis

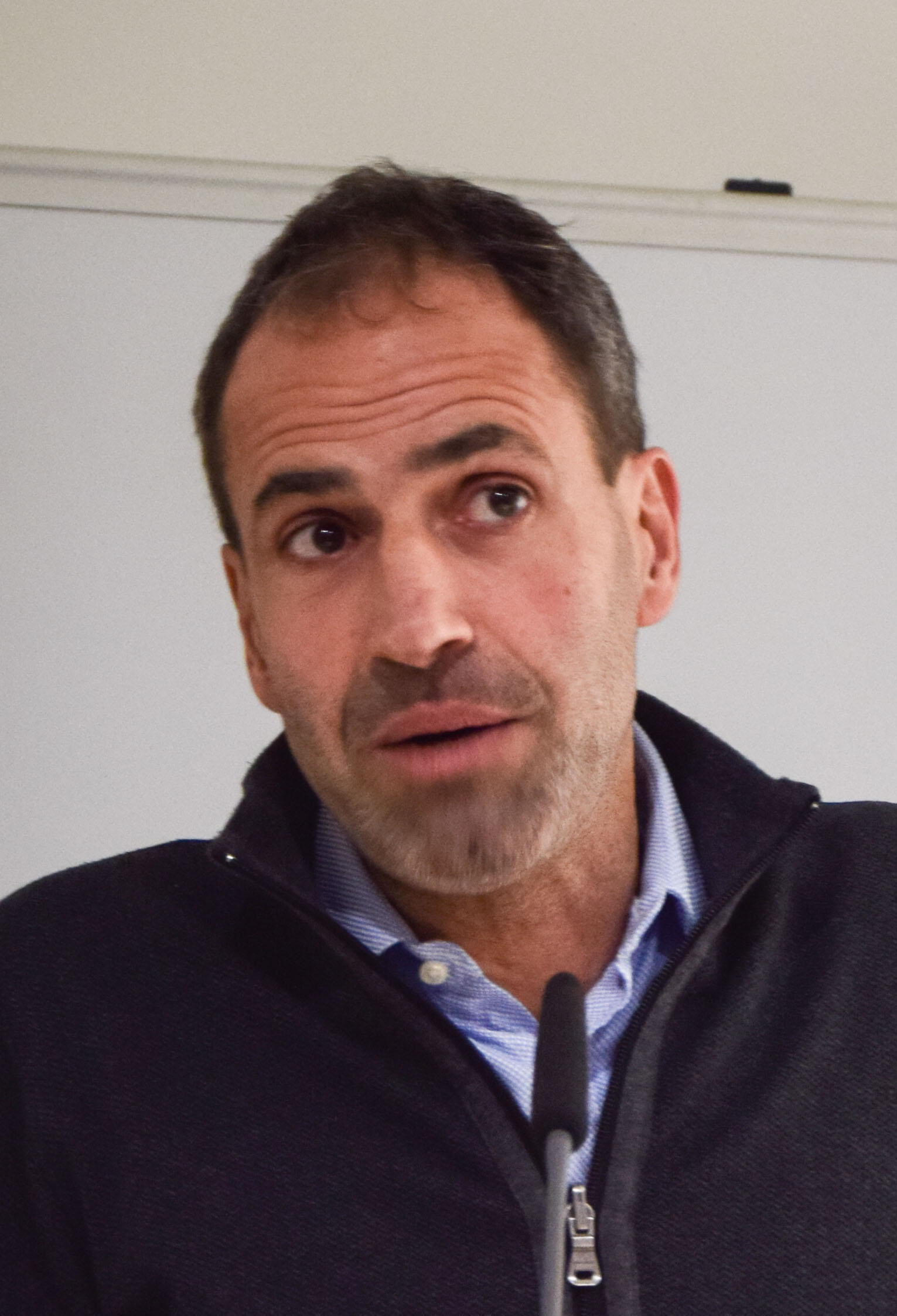
Mark Terkessidis (2015)

Mark Terkessidis (* 1966) ist ein deutscher Journalist, Autor und Migrationsforscher. Seine Themenschwerpunkte sind Jugend- und Popkultur, Migration und Rassismus.

## Leben
Terkessidis studierte Psychologie in Köln und war von 1992 bis 1994 Redakteur der Zeitschrift Spex. Er lehrte an den Universitäten Köln und St. Gallen und war Fellow an der Willem de Kooning Akademie in Rotterdam. Von 2003 bis 2011 moderierte er bei der WDR-Welle die Sendung Funkhaus Europa. 2012/2013 war er mit Jochen Kühling Projektleiter von Heimatlieder aus Deutschland.
1996 war Terkessidis Mitherausgeber des seinerzeit für die deutschsprachige Diskussion über Popkultur wegweisenden Buchs Mainstream der Minderheiten, im Jahr 2000 Mitbegründer des Institute for Studies in Visual Culture (ISVC) in Köln. 1998 entwickelte er den Begriff des „rassistischen Wissens“, der Rassismus nicht als Vorurteil, sondern als Teil eines gesellschaftlichen Wertesystems beschreibt.
Terkessidis wurde im Studienfach Pädagogik an der Johannes-Gutenberg-Universität in Mainz zum Thema Das Wissen über Rassismus in der Zweiten Migrantengeneration promoviert. Die Arbeit ist unter dem Titel Die Banalität des Rassismus. Migranten zweiter Generation entwickeln eine neue Perspektive, 2004 erschienen. Hier beschreibt Terkessidis die Auswirkungen von Rassismus auf die Betroffenen. Darüber hinaus hat er unter anderem für Texte zur Kunst, die taz, den Tagesspiegel, die Zeit, die Jungle World und Literaturen sowie für den Westdeutschen Rundfunk und Deutschlandfunk gearbeitet.
Terkessidis lebt in Berlin und Köln. 2006 wurde er der Öffentlichkeit durch einen Offenen Brief bekannt, den er zusammen mit der Migrationsforscherin Yasemin Karakaşoğlu gegen die These Necla Keleks vom „Scheitern der Integration“ richtete.
Seine eigenen Hauptthesen sind z. B. der Slogan „Inter- statt Leitkultur“ oder „Herkunft ist kein Defizit“.
Am 19. Dezember 2013 wurde Terkessidis als neues Mitglied der Akademie der Künste der Welt bestimmt.

## Werke
- Kulturkampf – Volk, Nation, der Westen und die Neue Rechte. Kiepenheuer & Witsch, Köln 1995, ISBN 3-462-02411-6.
- mit Tom Holert (Hrsg.): Mainstream der Minderheiten – Pop in der Kontrollgesellschaft. Edition ID-Archiv, Berlin 1996, ISBN 3-89408-059-0.
- Psychologie des Rassismus. Westdeutscher Verlag, Wiesbaden 1998, ISBN 3-531-13040-4.
- mit Ruth Mayer (Hrsg.): Globalkolorit – Multikulturalismus und Populärkultur. Hannibal, St. Andrä-Wörden 1998, ISBN 3-85445-152-0.
- Migranten. Rotbuch Verlag, Hamburg 2000, ISBN 3-434-53504-7.
- mit Tom Holert: Entsichert. Krieg als Massenkultur im 21. Jahrhundert. Kiepenheuer & Witsch, 2002, ISBN 3-462-03163-5.
- Die Banalität des Rassismus. Migranten zweiter Generation entwickeln eine neue Perspektive. Transcript Verlag, Bielefeld 2004, ISBN 3-89942-263-5.
- mit Tom Holert: Fliehkraft. Gesellschaft in Bewegung – Von Migranten und Touristen. Kiepenheuer & Witsch, Köln 2006, ISBN 3-462-03743-9.
- Interkultur. edition suhrkamp, Berlin 2010, ISBN 978-3-518-12589-2.
- Kollaboration. edition suhrkamp, Berlin 2015, ISBN 978-3-518-12686-8.
- Nach der Flucht. Neue Ideen für die Einwanderungsgesellschaft. Reclam, Stuttgart 2017, ISBN 978-3-15-019449-2.
- Wessen Erinnerung zählt? Koloniale Vergangenheit und Rassismus heute. Hoffman und Campe Verlag, Hamburg 2019, ISBN 978-3-455-00578-3.
- mit Natalie Bayer (Hrsg.): Die postkoloniale Stadt lesen. Historische Erkundungen in Friedrichshain-Kreuzberg. Verbrecher Verlag, Berlin 2022, ISBN 978-3-95732-526-6.